# Велика награда Шпаније 2022.
Велика награда Шпаније 2022. (званично позната као шп. Formula 1 Pirelli Gran Premio de España 2022) је трка Формуле 1 која ће се одржати 22. маја 2022. на стази Барселона-Каталуња у Монтмелоу, Шпанија. То је 62. издање Велике награде Шпаније и шеста трка светског првенства Формуле 1 2022.

## Позадина

### Шампионати пре трке
Шарл Леклер је лидер у шампионату возача после пете трке, Велике награде Мајамија, са 104 поена, 19 испред Макса Верстапена на другом и Серхија Переза на трећем, 19 поена иза Верстапена. У шампионату конструктора, Ферари води Ред бул за 6 поена, а Мерцедес за 62.

### Учесници
Возачи и тимови су били исти као на листи за пријаву сезоне без додатних резервних возача за трку. Ник де Врис је возио за Вилијамса уместо Александера Албона, а Јури Випс за Ред бул уместо Серхија Переза током првог тренинга, дебитујући на тренингу Формуле 1. Роберт Кубица је учествовао на истој сесији за Алфа Ромео уместо Џоу Гуанјуа.

### Избор гума
Добављач гума Пирели донео је смеше за гуме Ц1, Ц2 и Ц3 (означене као тврде, средње и меке) за тимове да их користе на догађају.

## Тренинг
Предвиђена су три тренинга, сваки у трајању од сат времена. Прва два тренинга одржана су у петак, 20. маја у 14:00 и 17:00 по локалном времену (УТЦ+02:00), а трећи је одржан 21. маја у 13:00. На првом тренингу Шарл Леклер је био најбржи испред Џорџа Расела и Луиса Хамилтона. У другом тренингу Леклер је такође био најбржи, а на другом и трећем месту су се нашли његов сувозач Карлос Саинз и Макс Верстапен. На трећем тренингу Леклер је опет био најбржи док је други био Макс Верстапен, а трећи Џорџ Расел.

## Квалификације
Квалификације су одржане 21. маја у 16:00 по локалном времену и трајале су један сат.

### Квалификациона класификација
| Поз.   | Бр. | Возач            | Конструктор  | Квалификациона времена | Квалификациона времена | Квалификациона времена | Стартна позиција |
| Поз.   | Бр. | Возач            | Конструктор  | К1                     | К2                     | К3                     | Стартна позиција |
| ------ | --- | ---------------- | ------------ | ---------------------- | ---------------------- | ---------------------- | ---------------- |
| 1      | 16  | Шарл Леклер      | Ферари       | 1:19,861               | 1:19,969               | 1:18,750               | 1                |
| 2      | 1   | Макс Верстапен   | Ред бул      | 1:20,091               | 1:19,219               | 1:19,073               | 2                |
| 3      | 55  | Карлос Саинз     | Ферари       | 1:19,892               | 1:19,453               | 1:19,166               | 3                |
| 4      | 63  | Џорџ Расел       | Мерцедес     | 1:20,218               | 1:19,470               | 1:19,393               | 4                |
| 5      | 11  | Серхио Перез     | Ред бул      | 1:20,447               | 1:19,830               | 1:19,420               | 5                |
| 6      | 44  | Луис Хамилтон    | Мерцедес     | 1:20,252               | 1:19,794               | 1:19,512               | 6                |
| 7      | 77  | Валтери Ботас    | Алфа Ромео   | 1:20,355               | 1:20,053               | 1:19,608               | 7                |
| 8      | 20  | Кевин Магнусен   | Хас          | 1:20,227               | 1:19,810               | 1:19,682               | 8                |
| 9      | 3   | Данијел Рикардо  | Макларен     | 1:20,549               | 1:20,287               | 1:20,297               | 9                |
| 10     | 47  | Мик Шумахер      | Хас          | 1:20,683               | 1:20,436               | 1:20,638               | 10               |
| 11     | 4   | Ландо Норис      | Макларен     | 1:20,838               | 1:20,471               | Н/Д                    | 11               |
| 12     | 31  | Естебан Окон     | Алпин        | 1:20,880               | 1:20,638               | Н/Д                    | 12               |
| 13     | 22  | Јуки Цунода      | Алфа Таури   | 1:20,707               | 1:20,639               | Н/Д                    | 13               |
| 14     | 10  | Пјер Гасли       | Алфа Таури   | 1:20,719               | 1:20,861               | Н/Д                    | 14               |
| 15     | 24  | Џоу Гуанју       | Алфа Ромео   | 1:20,476               | 1:21,094               | Н/Д                    | 15               |
| 16     | 5   | Себастијан Фетел | Астон Мартин | 1:20,954               | Н/Д                    | Н/Д                    | 16               |
| 17     | 14  | Фернандо Алонсо  | Алпин        | 1:21,043               | Н/Д                    | Н/Д                    | 17               |
| 18     | 18  | Ланс Строл       | Астон Мартин | 1:21,418               | Н/Д                    | Н/Д                    | 18               |
| 19     | 23  | Александер Албон | Вилијамс     | 1:21,645               | Н/Д                    | Н/Д                    | 19               |
| 20     | 6   | Николас Латифи   | Вилијамс     | 1:21,915               | Н/Д                    | Н/Д                    | 20               |
| Извор: |     |                  |              |                        |                        |                        |                  |

Напомена
- ^1  – Фернандо Алонсо је морао да почне трку са задње стране позиције због прекорачења дозвољених елемената агрегата.[9]

## Трка
Трка је почла у 15:00 по локалном времену 22. маја и трајала је 66 кругова, са временским ограничењем од два сата.
На почетку трке, Хамилтон и Магнусен имали су контакт након којег је Магнусен завршио на шљунку. Карлос Саинз је излетео у 4. кривини у 7. кругу, а Макс Верстапен на истом месту два круга касније. Верстапен је био први који је прешао на средње гуме од првих 4. У 27. кругу, лидер трке Леклер се повукао због проблема са погонском јединицом, а пратио га је Џоу који се такође повукао круг касније. Расел је преузео вођство у трци са Серхијом Перезом на другом месту. У 31. кругу, Перез је успео да претекне Расела за вођство. Перез је добио инструкције да пусти Верстапена да прође пошто су оба возача била на различитим стратегијама, чиме је Верстапен преузео вођство у трци у 49. кругу. Хамилтон који је био 5. претекао је Саинза за 4 место. у 60. кругу, али је Саинз повратио позицију у 64. кругу јер је Хамилтонов аутомоби имао проблема са хлађењем. Перез је поставио најбржи круг трке у 58. кругу на меким гумама. Верстапен је победио у трци, а Перез је заузео друго место, постигавши други 1-2 у сезони, а Расел је заокружио подијум на трећем месту. Алонсо је завршио на 9. након што је добио казну због прекорачења дозвољених елемената агрегата почевши од 20. Цунода је завршио међу 10 најбољих. После трке, Албон је добио казну од пет секунди јер је више пута напустио стазу. На његову коначну позицију казна није утицала.

### Тркачка класификација
| Поз.                                                      | Бр. | Возач            | Конструктор  | Кругова | Време/Разлика   | Место | Поени |
| --------------------------------------------------------- | --- | ---------------- | ------------ | ------- | --------------- | ----- | ----- |
| 1                                                         | 1   | Макс Верстапен   | Ред бул      | 66      | 1:37:20.475     | 2     | 25    |
| 2                                                         | 11  | Серхио Перез     | Ред бул      | 66      | +13.072         | 5     | 191   |
| 3                                                         | 63  | Џорџ Расел       | Мерцедес     | 66      | +32.927         | 4     | 15    |
| 4                                                         | 55  | Карлос Саинз     | Ферари       | 66      | +45.208         | 3     | 12    |
| 5                                                         | 44  | Луис Хамилтон    | Мерцедес     | 66      | +54.534         | 6     | 10    |
| 6                                                         | 77  | Валтери Ботас    | Алфа Ромео   | 66      | +59.976         | 7     | 8     |
| 7                                                         | 31  | Естебан Окон     | Алпин        | 66      | +1:15.397       | 12    | 6     |
| 8                                                         | 4   | Ландо Норис      | Макларен     | 66      | +1:23.235       | 11    | 4     |
| 9                                                         | 14  | Фернандо Алонсо  | Алпин        | 65      | +1 круг         | 20    | 2     |
| 10                                                        | 22  | Јуки Цунода      | Алфа Таури   | 65      | +1 круг         | 13    | 1     |
| 11                                                        | 5   | Себастијан Фетел | Астон Мартин | 65      | +1 круг         | 16    |       |
| 12                                                        | 3   | Данијел Рикардо  | Макларен     | 65      | +1 круг         | 9     |       |
| 13                                                        | 10  | Пјер Гасли       | Алфа Таури   | 65      | +1 круг         | 14    |       |
| 14                                                        | 47  | Мик Шумахер      | Хас          | 65      | +1 круг         | 10    |       |
| 15                                                        | 18  | Ланс Строл       | Астон Мартин | 65      | +1 круг         | 17    |       |
| 16                                                        | 6   | Николас Латифи   | Вилијамс     | 64      | +2 круга        | 19    |       |
| 17                                                        | 20  | Кевин Магнусен   | Хас          | 64      | +2 круга        | 8     |       |
| 18                                                        | 23  | Александер Албон | Вилијамс     | 64      | +2 круга2       | 18    |       |
| Оду                                                       | 24  | Џоу Гуанју       | Алфа Ромео   | 28      | Нестанак струје | 15    |       |
| Оду                                                       | 16  | Шарл Леклер      | Ферари       | 27      | Турбо           | 1     |       |
| Најбржи круг: Серхио Перез (Ред бул) – 1:24,108 (круг 55) |     |                  |              |         |                 |       |       |
| Извор:                                                    |     |                  |              |         |                 |       |       |

Напомена
- ^1  – Укључује један бод за најбржи круг.[11]
- ^2  – Александер Албон је добио казну од пет секунди због вишеструког напуштања стазе. На његову коначну позицију казна није утицала.[10]

## Поредак шампионата после трке
|   | Поз. | Возач          | Поени |
| - | ---- | -------------- | ----- |
| 1 | 1    | Макс Верстапен | 110   |
| 1 | 2    | Шарл Леклер    | 104   |
|   | 3    | Серхио Перез   | 85    |
|   | 4    | Џорџ Расел     | 74    |
|   | 5    | Карлос Саинз   | 65    |

|   | Поз. | Конструктор | Поени |
| - | ---- | ----------- | ----- |
| 1 | 1    | Ред бул     | 195   |
| 1 | 2    | Ферари      | 169   |
|   | 3    | Мерцедес    | 120   |
|   | 4    | Макларен    | 50    |
|   | 5    | Алфа Ромео  | 39    |

- Напомена: Само првих пет позиција су приказане на табели.